# ISO 1
ISO 1は、製品の幾何特性仕様及び検証のための標準基準温度について定めた国際標準である。この温度は、摂氏で20℃に固定されている。これは、絶対温度では293.15K、華氏では68°Fと等しい。
熱膨張のため、正確な長さの測定は、定められた温度で行う必要がある。ISO 1は基準温度を定義することで測定の比較を可能にする。20℃という基準温度は、1931年4月1日に国際度量衡委員会に認められ、1951年に国際標準化機構(ISO)の第1号の勧告となった。これはすぐに世界中で、0℃、62°F、25℃等の、それまで各国で用いられていた基準温度に置き換わった。20℃という温度が選ばれた理由は、この温度は職場で快適に過ごせる温度であり、摂氏温度でも華氏温度でも整数になる値だったためである。